# 古田勝久
古田 勝久（ふるた かつひさ、1940年（昭和15年）1月3日 - ）は、日本の制御工学、ロボット工学の研究者。東京工業大学名誉教授、工学博士（東京工業大学）。東京工業大学教授、東京電機大学教授、同学長を歴任し、非線形制御の検証用として開発した回転テーブル式の倒立振子はFuruta Pendulumとして世界に知られている。
システム同定や非線形制御、ロボット・メカトロニクスの制御で実績をあげ、スーパーメカノシステムやHAM（Human Adaptive Mechatronics）、Safe Manual Controlといった概念も提唱し、東京工業大学のCOE形成基礎研究や、東京電機大学の21世紀COEプログラムをリードした。制御理論の研究では多くの弟子を育て、日本発の制御系CAD「MATX」は古田研究室から誕生している。

## 経歴

### 略歴
- 1962年3月 - 東京工業大学理工学部化学工学課程卒業[26]
- 1964年3月 - 東京工業大学大学院理工学研究科化学工学専攻修士課程修了[2]
- 1967年
  - 3月 - 東京工業大学大学院理工学研究科化学工学専攻博士後期課程修了[2][35]、工学博士[3]
  - 4月 - 東京工業大学理工学部制御工学科助手[1][36]
- 1967年7月 - カナダ ラヴァル大学 ポストドクトラルフェロー[26]
- 1970年6月 - 東京工業大学工学部助教授[1][26][36]
- 1982年10月 - 東京工業大学工学部教授[1][26][36]
- 1997年3月 - アメリカ カリフォルニア大学バークレー校客員教授[26]
- 1994年 - 東京工業大学大学院情報理工学研究科情報環境学専攻教授[36]
- 2000年
  - 3月 - 東京工業大学 定年退官[2][35]
  - 4月 - 東京電機大学 理工学部教授[2][35]、東京工業大学名誉教授[37][27]
- 2002年 - 科学技術振興機構 対人地雷探知・除去活動研究総括[2][35]
- 2003年 - 21世紀COEプログラム「操作能力熟達に適応するメカトロニクス」拠点リーダー（平成15年度～19年度）[37]
- 2004年7月 - 東京電機大学 理事[26]
- 2008年6月 - 東京電機大学 学長[36]
- 2016年3月 - 任期満了により学長を退任[38]

### 受賞・栄典
- 1974年度 - 計測自動制御学会昭和49年度論文賞[39]
- 1992年 - 日本塑性加工学会 会田技術賞[40]
- 1998年9月 - ヘルシンキ工科大学名誉博士[21][26]
  - ほか、タリン工科大学、ロシア科学アカデミーからも名誉博士号が授与されている[41]。
- 1998年12月 - IEEE CSS Distinguished Member Award[21][26]
- 2000年1月 - IEEE Third Millennium Medal AwardHazewinkel, Michiel, ed. (2001), “古田勝久”, Encyclopedia of Mathematics, Springer, ISBN 978-1-55608-010-4[26]
- 2012年 - 日本ロボット学会設立特別功労賞[42]
- 2017年4月 - 瑞宝中綬章受勲[27][28]

### 社会的活動
（学術団体）
- 計測自動制御学会 - 1992年 フェロー、1999年 会長、2006年 名誉会員[26]
- システム制御情報学会[43]
- 日本ロボット学会[1]
- IEEE - 1996年 フェロー[21][26]
- IET - 2003年 フェロー[21]
- 国際自動制御連盟（IFAC）（英語版） - 元理事[21][26]

（その他）
- (社)日本電気計測器工業会 - 先端制御技術の動向調査委員会 委員長[44]
- 日本学術会議 - 第17-18期 会員[2][35]

## 著書

### 単著
- 古田勝久『線形システムの観測と同定』コロナ社〈システム工学講座 2〉、1975年。
- 古田勝久『線形システム制御理論』昭晃堂、1973年。
- 古田勝久『ディジタルコントロール』コロナ社〈現代制御シリーズ 5〉、1989年3月。ISBN 4339030856。978-4-339-03085-3。

### 共著・編著
- 古田勝久、佐野昭『基礎システム理論』コロナ社〈大学講義シリーズ〉、1978年7月。
- 古田勝久、美多勉『システム制御理論演習』昭晃堂、1978年9月。
- 古田勝久、川路成保、美多勉、原辰次『メカニカルシステム制御』オーム社、1984年3月。ISBN 4274085511。
- Katsuhisa FURUTA, Akira SANO, Derek P. Atherton (1988-11). State Variable Methods in Automatic Control. Wiley. ISBN 0471918776。978-0471918776（英語）
- 古田勝久、畠山省四朗、野中謙一郎 編著『モデリングとフィードバック制御－動的システムの解析－』東京電機大学出版局、2001年5月。ISBN 4-501-32190-3。978-4-501-32190-1。
- 古田勝久 編著『メカトロニクス概論』オーム社〈ロボット・メカトロニクス教科書〉、2007年2月。ISBN 978-4-274-20362-6。（英語）
- Katsuhisa FURUTA, Jun ISHIKAWA, ed (2008). Anti-personnel landmine Detection for Humanitarian Demining. Springer. ISBN 978-1-84882-346-4（英語）
- Satoshi SUZUKI, Katsuhisa FURUTA (2010-03) (PDF). Easy-implementable on-line identification method for a first-order system including a time-delay. doi:10.5772/9525（英語）

### 監修・翻訳
- Benjamin C Kuo 著、古田勝久、中野道雄 監訳 編『ディジタル制御システム』ホルト・サウンダース・ジャパン、1984年。ISBN 4833770059。（原題：Digital control systems、3冊）
- Christopher Riche Evans 著、古田勝久、古田久美子 訳 編『近未来社会の奔流－コンピュータ革命の衝撃－』CBS出版、1985年。（原題：The mighty micro）
- Miomir Vukobratovic、Veljko Potkonjak 著、古田勝久 監訳 編『ロボット工学の基礎－マニュピュレータの動力学－』シュプリンガー・フェアラーク東京、1986年12月。ISBN 4431705120。（原題：Dynamics of manipulation robots）
- John Bransford、Barry Stein 著、古田勝久、古田久美子 訳 編『頭の使い方がわかる本 : 問題点をどう発見し、どう解決するか 問題解決のノウハウ』HBJ出版局、1990年5月。ISBN 4833730596。（原題：The ideal problem solver）
- Stuart Bennett 著、古田勝久、山北昌毅 監訳 編『制御工学の歴史』コロナ社、1998年8月。ISBN 4339031704。978-4-339-03170-6。（原題：A history of control engineering 1800-1930）
- Michael Tiller 著、古田勝久 監訳、杉木明彦・トヨタテクノサービス 訳 編『Modelicaによる物理モデリング入門』オーム社、2003年11月。ISBN 4274946819。978-4274946813。（原題：Introduction to physical modeling with Modelica）
- 大畠明 著、古田勝久 監修 編『モデルベース開発のための複合物理領域モデリング－なぜ奇妙なモデルが出来てしまうのか?－』TechShare〈MBD Lab Series〉、2012年11月。ISBN 978-4-906864-02-7。

## 論文・解説

### 学位論文
- 古田勝久『A study of process identification』東京工業大学〈博士論文（甲第195号）〉、1967年3月。

### 主な論文
- 古田勝久、河注植「多変数系の同定」『計測自動制御学会論文集』第8巻第5号、1972年、561-567頁。 - 論文賞受賞[39]
- K. Furuta; K. Kosuge; O. Yamato; K. Nosaki (1985). “Robust Control of a Robot Manipulator with Nonlinearity”. Robotica 2:  75-81.
- 古田勝久、小菅一弘、塩手良知、秦野弘「仮想内部モデルに基づくマスタスレイブマニピュレータの制御」『計測自動制御学会論文集』第24巻第2号、1988年、176-182頁。
- 古田勝久、森貞雅博「離散系のスライディングモードコントロール」『計測自動制御学会論文集』第25巻第5号、1989年、574-578頁。
- Katsuhisa Furuta (February 1990). “Sliding mode control of a discrete system”. Systems & Control Letters 14 (2):  145-152.
- K. Furuta; M. Yamakita; S. Kobayashi (1992). “Swing-up control of inverted pendulum using pseudo-state feedback”. Journal of Systems and Control Engineering 206 (6):  263-269.
- 鈴木幸仁、井筒正義、釜道紀浩、石川潤、古田勝久「両手操作時の操作能力熟達度の定量評価に関する研究」『日本機械学会論文集C編』第77巻第776号、2011年、1413-1428頁。

### 主な解説
- 古田勝久「7. フィードバック制御系の構成例」『計測と制御』第14巻第1号、1975年、72-77頁。
- 古田勝久、川路茂保「線形システムの Geometric Approach」『計測と制御』第16巻第4号、1977年、340-347頁。
- 古田勝久、梶原宏之「制御系のためのCAD」『計測と制御』第18巻第9号、1979年、777-786頁。
- 古田勝久、原辰次「サーボ技術と現代制御論」『計測と制御』第19巻第10号、1980年、953-961頁。
- 古田勝久、小菅一弘「マニピュレータの力制御アルゴリズムとその実現」『日本ロボット学会誌』第7巻第3号、1989年、243-248頁。
- 古田勝久「ロボットの動的制御」『計測と制御』第30巻第5号、1991年、376-382頁。
- 古田勝久「大学における制御理論教育の現状」『計測と制御』第33巻第6号、1994年、451-456頁。
- 古田勝久「実システムからの制御理論」『計測と制御』第35巻第10号、1996年、Preface1。